# Rosman
Rosman is een plaats (town) in de Amerikaanse staat North Carolina, en valt bestuurlijk gezien onder Transylvania County.

## Demografie
Bij de volkstelling in 2000 werd het aantal inwoners vastgesteld op 490.
In 2006 is het aantal inwoners door het United States Census Bureau geschat op 564, een stijging van 74 (15,1%).

## Geografie
Volgens het United States Census Bureau beslaat de plaats een oppervlakte van
1,1 km², geheel bestaande uit land. Rosman ligt op ongeveer 678 m boven zeeniveau.

## Plaatsen in de nabije omgeving
De onderstaande figuur toont nabijgelegen plaatsen in een straal van 32 km rond Rosman.